# مايزنهايم
مَيزِنهَيم (بالألمانية: Meisenheim) (نقحرة: مايزنهايم) هي بلدة ألمانية تقع في ألمانيا في راينلند بالاتينات.  يقدر عدد سكانها بـ 2,912 نسمة .

## معرض صور

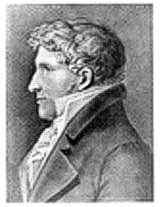
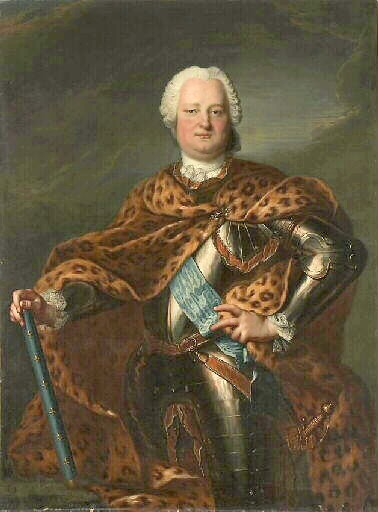
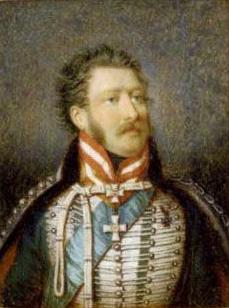
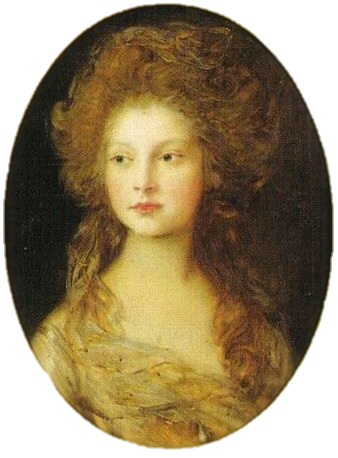

## أعلام
- كارل براون
- ماركو ريتش